# Trochosa gentilis
Trochosa gentilis är en spindelart som först beskrevs av Roewer 1960.  Trochosa gentilis ingår i släktet Trochosa och familjen vargspindlar.
Artens utbredningsområde är Kamerun. Inga underarter finns listade i Catalogue of Life.